# لويس هيرمان
لويس هيرمان (بالإنجليزية: Louis Herman)‏ هو عالم نفس أمريكي، ولد في 16 أبريل 1930، وتوفي في 2 أغسطس 2016.

## وصلات خارجية
- لويس هيرمان على موقع IMDb (الإنجليزية)